# NGC 1852
NGC 1852 är en öppen stjärnhop i Stora magellanska molnet i stjärnbilden Svärdfisken. Den upptäcktes år 1826 av James Dunlop.